# Ubaldo Prosperetti
Ubaldo Prosperetti (Concepción del Uruguay, 15 maggio 1914 – Roma, 4 maggio 1976) è stato un giurista italiano, tra i maggiori esperti di diritto del lavoro del Novecento.

## Biografia
Nato in Argentina si trasferì presto in Italia. Laureatosi in Giurisprudenza all'Università degli Studi di Perugia, intraprese la carriera accademica nel 1940 come professore di Diritto del lavoro alla stessa Università di Perugia. Nel 1962 passò a Roma, alla Sapienza, dove fondò l'Istituto di diritto del lavoro di Roma, di cui fu anche direttore. Diresse il Massimario di giurisprudenza del lavoro e la Rivista di giurisprudenza di Confindustria. Si occupò, inoltre di studi inerenti al diritto pubblico generale.
È il padre di Giulio Prosperetti e di Francesco Prosperetti.
Morì nel 1976 a Roma. Nove anni dopo la sua scomparsa la città gli ha intitolato una via.

## Opere
- L'elettoreato politico attivo (1954)
- Lezioni di diritto del lavoro (1956)
- La posizione professionale del lavoratore subordinato (1958)
- Il lavoro subordinato (1964) e (1971)
- Commentario dello Statuto dei lavoratori (1976)